# Anett Heilfort
Angeline Anett Heilfort (* 24. Januar 1983 in Leipzig) ist eine deutsche Schauspielerin.

## Leben
Anett Heilfort wurde in Leipzig geboren und ist später nach Potsdam gezogen. Sie hat schon in einer Vielzahl von Theater- und Fernsehproduktionen mitgewirkt. Einen breiteren Bekanntheitsgrad erlangte sie mit ihrer Rolle der Eva Gradmann, geborene Zielinski in der deutschen Seifenoper Eine wie keine, wo sie von November 2009 bis zum September 2010 auf Sat.1 und im ORF zu sehen war.

## Rollen

### Film und Fernsehen
- 2001: Der Blindgänger Kurzfilm; Regie: Matthias Luthardt
- 2001: Die Erpressung – ein teuflischer Pakt Regie: Stefan Krohmer
- 2002: 7 Tage, 7 Köpfe Regie: Bernie Abt
- 2003: Ars Moriendi Kurzfilm; Regie: Oleg Assadulin
- 2003: Lammfromm Kurzfilm; Regie: Hanno Olderdissen
- 2003–2004: Nicola Regie: Richard Huber
- 2003: Für alle Fälle Stefanie Regie: Gunter Krää, Thomas Nennstiel
- 2004: Prinzessin macht blau Regie: Oliver Schmitz
- 2004: Mit Herz und Handschellen Regie: Thomas Nennstiel
- 2004: Verrückt nach Markus Werner Kurzfilm; Regie: Peten Böschen
- 2005: Bloch – der Freund meiner Tochter Regie: Kilian Riedhof
- 2005: SOKO Köln Regie: Axel Barth
- 2005: Typisch Sophie Regie: Thomas Nennstiel
- 2005: Polizeiruf 110 – Matrosenbraut Regie: Christine Hartmann
- 2006: Délire de négation Kurzfilm; Regie: Janosch Orlowski
- 2006: Fünf Sterne Regie: Esther Wenger
- 2006: Drei Engel auf der Chefetage Regie: Sybille Tafel
- 2007: Jana Was Here Regie: Oliver Kienle
- 2007: Mama arbeitet wieder Regie: Dietmar Klein
- 2007: Die Masche mit der Liebe Regie: Thomas Nennstiel
- 2007: Schnitzeljagd Regie: Sarah Mettke
- 2007: Herzog Regie: Ulli Baumann
- 2008: Gefühlte XXS Regie: Thomas Nennstiel
- 2008: Was wollen frauen wirklich Regie: Thomas Nennstiel
- 2008: Heute keine Entlassung Regie: Thomas Nennstiel
- 2009: Hungerwinter 46 Regie: Gordian Maugg
- 2009: Tatort – Rabenherz Regie: Torsten C. Fischer
- 2009: Sexstreik! Thomas Nennstiel
- 2009: Ferien auf Sylt Regie: Thomas Nennstiel
- 2009: SOKO Wismar (Fernsehserie, Folge: Er gehört mir); Regie: Sascha Thiel
- 2009–2010: Eine wie keine
- 2010: Tatort – Absturz
- 2010: Bei manchen Männern hilft nur Voodoo; Regie: Thomas Nennstiel
- 2010: Homevideo
- 2010: Sexstreik!
- 2012: Nicht mit mir, Liebling
- 2015: Geschichte Mitteldeutschlands – Lotte Ulbricht
- 2016: In aller Freundschaft – Die jungen Ärzte – …und sie lieben sich doch
- 2016: Die Diplomatin – Das Botschaftsattentat
- 2018: Morden im Norden – Schwarzer Peter
- 2024: SOKO Leipzig: In Obhut

## Hörspiele
- 2011: Gordian Maugg/Alexander Häusser: Du und Ich und Er – Regie: Gordian Maug (Hörspiel – RBB)